# Камерон (Південна Кароліна)
Камерон (англ. Cameron) — місто (англ. town) в США, в окрузі Калгун штату Південна Кароліна. Населення — 376 осіб (2020).

## Географія
Камерон розташований за координатами 33°33′29″ пн. ш. 80°42′54″ зх. д. / 33.55806° пн. ш. 80.71500° зх. д. (33.557954, -80.715034).  За даними Бюро перепису населення США в 2010 році місто мало площу 8,09 км², уся площа — суходіл.

## Демографія
Згідно з переписом 2010 року, у місті мешкали 424 особи в 167 домогосподарствах у складі 123 родин. Густота населення становила 52 особи/км².  Було 209 помешкань (26/км²).
Расовий склад населення:
| - 63,2 % — білих - 33,7 % — чорних або афроамериканців - 0,2 % — азіатів - 1,2 % — осіб інших рас |

До двох чи більше рас належало 1,7 %. Частка іспаномовних становила 1,2 % від усіх жителів.
За віковим діапазоном населення розподілялося таким чином: 21,2 % — особи молодші 18 років, 61,8 % — особи у віці 18—64 років, 17,0 % — особи у віці 65 років та старші. Медіана віку мешканця становила 45,0 року. На 100 осіб жіночої статі у місті припадало 92,7 чоловіків;  на 100 жінок у віці від 18 років та старших — 83,5 чоловіків також старших 18 років.
Середній дохід на одне домашнє господарство  становив 49 988 доларів США (медіана — 38 750), а середній дохід на одну сім'ю — 62 760 доларів (медіана — 53 750). Медіана доходів становила 51 250 доларів для чоловіків та 22 132 долари для жінок. За межею бідності перебувало 18,4 % осіб, у тому числі 14,9 % дітей у віці до 18 років та 28,3 % осіб у віці 65 років та старших.
Цивільне працевлаштоване населення становило 160 осіб. Основні галузі зайнятості: освіта, охорона здоров'я та соціальна допомога — 21,9 %, виробництво — 18,8 %, оптова торгівля — 13,1 %, будівництво — 10,0 %.